# Коефіцієнт вирівнювання
Коефіціє́нт вирі́внювання — це коефіцієнт, що застосовується при розрахунку обсягу  дотацій вирівнювання та коштів, що передаються до  Державного бюджету України з місцевих бюджетів з метою зміцнення дохідної бази бюджетів місцевого самоврядування.